# 白絲瀑布 (靜岡縣)
白絲瀑布（日语：／）是位於日本靜岡縣富士宮市上井出的一處瀑布。和其附近的音止瀑布並為當地著名的觀光景點，被選入日本瀑布百選，也是日本的名勝和天然紀念物，並被劃入世界文化遺產名錄當中。水量每秒約有1.5噸。寬200米，從高約20米的山崖注入河中。因其外觀似白線從山崖垂下，因而得名。

## 外部連結
- 観光・レジャー情報 名所 白糸の滝 - 富士宮市 （页面存档备份，存于）
- 国指定文化財 データベース（文化庁）

35°18′47″N 138°35′14″E / 35.312939°N 138.587343°E